# Organelo
Em biologia celular, organelas, organelos, ou ainda organitos, ("pequenos órgãos") são compartimentos delimitados por membrana que têm papéis específicos a desempenhar na função global de uma célula. As organelas trabalham de maneira integrada, cada uma assumindo uma ou mais funções celulares.
O nome "organela" vem da ideia de que estas estruturas são os órgãos da célula, como os órgãos são para o corpo (daí o nome organela, o sufixo -ela sendo um diminutivo). As organelas são identificadas por microscopia e também pode ser purificadas por fracionamento celular. Existem muitos tipos de organelas, particularmente em células eucarióticas. Enquanto os procariontes não possuem organelas per se, alguns contêm microcompartimentos proteicos, que são supostamente para funcionar como organelas primitivas.

## História e terminologia
Em biologia, os órgãos são definidos como unidades funcionais confinadas dentro de um organismo.
Creditado como o primeiro a usar um diminutivo de órgão (isto é, "pequeno órgão") para estruturas celulares foi o zoólogo alemão Karl August Möbius, que usou o termo organula (plural de organulum, o diminutivo de organum em latim).
Levou alguns anos antes que organulum, ou organela, tornaram-se aceitos e expandindo seu significado para incluir estruturas subcelulares em organismos multicelulares. Os livros, por volta de 1900, a partir de Valentin Hacker, Edmund Wilson
e Oscar Hertwig ainda referiam-se a "órgãos" celulares. Mais tarde, ambos os termos passaram a ser usados lado a lado: Bengt Lidforss escreveu 1915 (em alemão) sobre "órgãos ou organelas".
Por volta de 1920, o termo organelo foi usado para descrever as estruturas de propulsão dos protozoários ("complexo motor do organelo", isto é, os flagelos e a sua ancoragem).
Alfred Kühn escreveu sobre os centríolos como organelas de divisão, embora ele afirmou que a alternativa organela ou acúmulo de produto de estrutural ainda não tinha sido decidido, sem explicar a diferença entre as alternativas.
Em seu livro de 1953, Max Hartmann usou o termo para estruturas extracelulares (película, conchas, paredes celulares) e esqueletos intracelulares de protistas.
Mais tarde, a definição organela tornou-se mais amplamente utilizada, mesmo quando apenas as estruturas celulares com membrana eram consideradas organelas. No entanto, a definição mais original de "unidade funcional subcelular" em geral ainda coexiste.
Em 1978, Albert Frey-Wyssling sugeriu que o termo organela deveria referir-se apenas às estruturas que convertem energia, tais como os centrossomas, ribossomos e nucléolos.

## Tipos de organelas

Organelas de uma célula animal
1. Nucléolo
2. Núcleo celular
3. Ribossomas
4. Vesícula
5. Retículo endoplasmático rugoso
6. Complexo de Golgi
7. Citoesqueleto
8. Retículo endoplasmático liso
9. Mitocôndria
10. Vacúolo
11. Citoplasma (composto de Citosol)
12. Lisossomo
13. centrossoma
14. Membrana plasmática

Enquanto a maioria dos biólogos consideram o termo "organela" como sinônimo de "compartimentos celulares", outros biólogos optam por limitar o termo "organela" para incluir apenas aquelas que contém DNA, tendo estas se originado a partir de organismos microscópicos autônomos por endossimbiose.
Sob esta definição, haveria apenas duas grandes classes de organelas (ou seja, aquelas que contêm seu próprio DNA e se originaram a partir de bactérias endossimbióticas):
- mitocôndrias (em quase todos os eucariotas)
- plastídeos[27] (ex.: em plantas, algas e alguns protistas).

Outra definição restringe o termo organela apenas às estruturas delimitadas por membranas e, sendo assim, alguns componentes celulares não se qualificam como organelas. No entanto, o uso de organela para se referir a estruturas não-membranosas, tais como os ribossomos, é comum. Isto levou a alguns textos para delinear entre organelas ligada à membrana e organelas não ligadas. Estas estruturas são grandes montagens de macromoléculas, que realizam funções específicas e especializadas, mas que não são delimitadas por membrana, tais como:
- Ribossoma
- Citoesqueleto
- Flagelo
- Centríolo e Centro organizador de microtúbulos (MTOC)
- Proteassoma

### Organelas eucarióticas
As células eucarióticas são estruturalmente complexas e, por definição, são organizadas, em parte, por compartimentos interiores que são delimitadas por membranas lipídicas diferentes da membrana celular mais externa. As organelas maiores, como o  núcleo e o vacúolo, são facilmente visíveis com o microscópio. Elas estão entre as primeiras descobertas biológicas feitas após a invenção do microscópio.
Nem todas as células eucarióticas têm cada uma das organelas abaixo. Excepcionalmente alguns organismos têm células que não incluem alguns organelos que poderiam ser considerados universais aos eucariotas (tais como as mitocôndrias). Há também exceções ocasionais quanto ao número de membranas que envolvem as organelas, listadas nas tabelas abaixo (por exemplo, alguns que são listadas como dupla membrana são encontrados às vezes com membranas simples ou tripla). Além disso, o número de organelas individuais de cada tipo varia dependendo da função de cada célula.
| Organela                | Função principal | Estrutura                       | Organismo                                            | Notas |
| ----------------------- | --- | ------------------------------- | ---------------------------------------------------- | --- |
| cloroplasto (plastídeo) | fotossíntese, armazena a energia da luz solar                                                                                   | compartimento membrana dupla    | plantas, protistas (raro organismos cleptoplásticos) | tem alguns genes, teorizada ser envolvida pela célula eucariótica ancestral (endossimbiose)                                                            |
| retículo endoplasmático | tradução e dobramento de novas proteínas (retículo endoplasmático rugoso), expressão de lipídios (retículo endoplasmático liso) | compartimento de única membrana | todos os eucariotas                                  | o retículo endoplasmático rugoso é coberto de ribossomos, tem dobras que são sacos planos; o retículo endoplasmático liso tem dobras que são tubulares |
| Complexo de Golgi       | triagem, acondicionamento, processamento e modificação de proteínas                                                             | compartimento de membrana única | todos os eucariotas                                  | o lado convexo é mais próximo do retículo endoplasmático rugoso; o lado côncavo é mais distante do retículo endoplasmático rugoso                      |
| mitocôndria             | produção de energia a partir da oxidação de glicose e liberação da adenosina trifosfato                                         | compartimento membrana dupla    | maioria dos eucariotas                               | tem algum DNA; teorizada ser engolida por uma célula eucariótica ancestral (endossimbiose)                                                             |
| vacúolo                 | armazenamento, transporte, ajuda a manter homeostase                                                                            | compartimento de membrana única | eucariotas                                           | |
| Núcleo celular          | manutenção do DNA, controla todas as atividades da célula, transcrição do RNA                                                   | compartimento membrana dupla    | todos os eucariotas                                  | contém volume de genoma |

Acredita-se que as mitocôndrias e os cloroplastos, que possuem membranas duplas e DNA próprio, teriam se originado pela incorporação de organismos procariontes por células pré-eucarióticas, que foram adotados como parte da célula. Esta ideia é apoiada pela teoria da endossimbiose.
| Organela/Macromolécula | Função principal                                                                              | Estrutura                       | Organismos                                                                            |
| ---------------------- | --------------------------------------------------------------------------------------------- | ------------------------------- | ------------------------------------------------------------------------------------- |
| acrossomo              | ajuda o espermatozóide a se fundir com o óvulo                                                | compartimento de membrana única | muitos animais                                                                        |
| autofagossomo          | vesículas que sequestram o material citoplasmático e organelas para a degradação              | compartimento de membrana dupla | todos os eucariotas                                                                   |
| centríolo              | âncora para o citoesqueleto, organiza a divisão celular através da formação de fibras do fuso | microtúbulos de proteínas       | animais                                                                               |
| cílio                  | movimento dentro ou fora do meio; "via crítica de sinalização desenvolvimentista".            | microtúbulos de proteínas       | animais, protistas, algumas plantas                                                   |
| mancha ocular          | detecta a luz, permitindo a fototaxia                                                         |                                 | algas verdes e outros organismos unicelulares fotossintéticos , tais como Euglenoidea |
| glicossomo             | conduz a glicólise                                                                            | compartimento de membrana única | alguns protozoários, como Trypanosomatidae.                                           |
| glioxissomo            | conversão de gordura em açúcares                                                              | compartimento de membrana única | plantas                                                                               |
| hidrogenossomo         | produção de hidrogênio e energia                                                              | compartimento de membrana dupla | alguns eucariotas unicelulares                                                        |
| lisossomo              | quebra de moléculas grandes (por exemplo, polissacarídeos + proteínas)                        | compartimento de membrana única | maioria dos eucariotas                                                                |
| melanossomo            | armazena pigmentos                                                                            | compartimento de membrana única | animais                                                                               |
| mitossomo              | provavelmente desempenha um papel na montagem Fe-S                                            | compartimento de membrana dupla | pouco eucariotas unicelulares que não possuem mitocôndria                             |
| miofibrila             | contração do miócito                                                                          | filamentos agrupados            | animais                                                                               |
| nucléolo               | produção pré-ribossomo                                                                        | proteína-DNA-RNA                | maioria dos eucariotas                                                                |
| parentessomo           | não caracterizada                                                                             | não caracterizada               | fungos                                                                                |
| peroxissomo            | quebra do peróxido de hidrogênio metabólico                                                   | compartimento de membrana única | todos os eucariotas                                                                   |
| proteassomo            | degradação de proteínas desnecessários ou danificadas por proteólise                          | grande complexo de proteína     | todos os eucariontes, toda archaea                                                    |
| ribossomo (80S)        | tradução do RNA em proteínas                                                                  | proteína RNA                    | todos os eucariotas                                                                   |
| vesícula               | transporte de materiais                                                                       | compartimento de membrana única | todos os eucariotas                                                                   |

Outras estruturas:
- citosol
- sistema endomembranoso
- nucleossomo
- microtúbulos
- membrana celular

### Organelas procarióticas
Os procariotas não são estruturalmente tão complexos como eucariontes, e acreditou-se durante muito tempo que não possuiriam quaisquer estruturas internas delimitadas por membranas lipídicas. No passado, foram muitas vezes vistos como tendo pouca organização interna, mas aos poucos, têm surgido evidências sobre as estruturas internas dos procariotas. Nos anos de 1970 acreditou-se que bactérias podiam conter pregas da membrana denominadas mesossomos, mas posteriormente descobriu-se que se tratavam de artefatos produzidos por produtos químicos utilizados no preparo de células para microscopia electrónica.
No entanto, a pesquisa mais recente revelou que pelo menos alguns procariontes têm micro-compartimentos, como os carboxissomos. Estes compartimentos subcelulares têm 100-200nm de diâmetro e são envoltos por uma casca de proteínas. Ainda mais impressionante é a descrição de magnetossomos ligada à membrana das bactérias, bem como as estruturas parecidas com núcleo Planctomycetos que estão rodeados por  membranas lipídicas.
| Organela/Macromolécula | Função principal                            | Estrutura                                          | Organismos                                  |
| ---------------------- | ------------------------------------------- | -------------------------------------------------- | ------------------------------------------- |
| carboxissomo           | fixação do carbono                          | compartimento de proteína                          | algumas bacterias                           |
| clorossomo             | fotossíntese                                | complexo coletador de luz                          | bactérias verdes sulfurosas                 |
| flagelo                | movimento no meio externo                   | filamentos de proteína                             | alguns procariotas e eucariotas             |
| magnetossomo           | orientação magnética                        | cristal inorgânico, membrana lipídica              | bactérias magnetotácticas                   |
| nucleóide              | manutenção do DNA, transcrição do RNA       | proteina DNA                                       | procariontes                                |
| plasmídeo              | troca de DNA                                | DNA circular                                       | algumas bactérias                           |
| ribossomo (70S)        | transcrição do RNA em proteinas             | proteina RNA                                       | bactérias e archaea                         |
| tilacóide              | fotossíntese                                | proteínas de fotossistemas e pigmentos             | principalmente cianobactérias               |
| mesossomo              | funções dos órgãos de Golgi, centríolos etc | pequenas organelas irregulares contendo ribossomos | presente na maioria das células procariotas |